# Senaat (volksvertegenwoordiging)

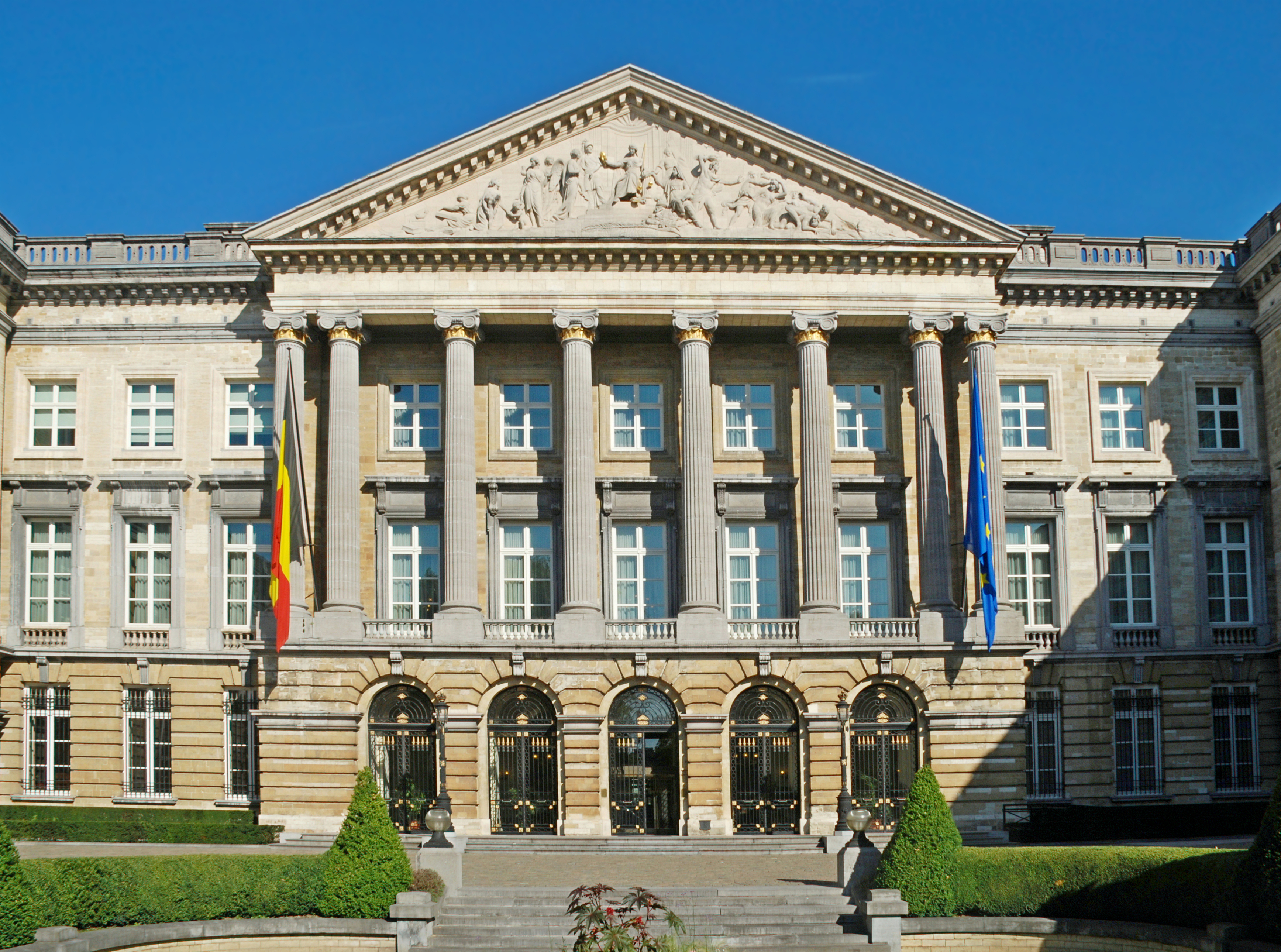
Voorgevel van de Senaat van België

Een senaat is een overlegorgaan, meestal de hogere kamer van een volksvertegenwoordiging. De originele senaat was de Romeinse senaat.
De eerste moderne senaat was de Amerikaanse Senaat, die zijn naam overnam van zijn Romeinse voorganger. Sindsdien wordt de naam senaat vaak gegeven aan vergelijkbare hogerhuizen.
In Nederland wordt de Eerste Kamer der Staten-Generaal officieus ook wel de senaat genoemd. In België is Senaat de officiële naam voor het hogere huis van de volksvertegenwoordiging.

## Senaten per land
- Senaat (Rome)
- Senaat (België)
- Senaat (Verenigde Staten)
  - De meeste deelstaten hebben ook een eigen senaat. Bij het begrip senator van een staat van de VS moeten dus onderscheiden worden senator in de eigen senaat, en senator voor die staat in de senaat van de VS.
- Senaat (Frankrijk)
- Senaat van de Republiek (Mexico)
- Senaat van de Republiek (Italië)
- Seanad Éireann in Ierland
- Senaat (Polen)